# ミルフォード駅 (コネチカット州)
ブ
ミルフォード駅（Milford）は、コネチカット州ニューヘイブン郡ミルフォードにあるメトロノース鉄道の駅。

## 概要
メトロノース鉄道のニューヘイブン線の駅である。この駅からニューヨーク州にあるグランド・セントラル駅に行ける。

## 利用可能な鉄道路線／列車
メトロノース鉄道：
■ニューヘイブン線

## 駅構造
2面2（単式）のホームを持つ地上駅である。
| のりば | 路線              | 方向 | 行先                                    | 備考 |
| ------ | ----------------- | ---- | --------------------------------------- | ---- |
| 1      | ■ニューヘイブン線 | 上り | スタンフォード/グランド・セントラル方面 |      |
| 4      | ■ニューヘイブン線 | 下り | ニューヘブン・ユニオン方面              |      |

## 隣の駅
メトロノース鉄道
■ニューヘイブン線
ストラトフォード - ミルフォード - ニューヘイブン・ユニオン